# Liste von Persönlichkeiten der Stadt Busan
Dies ist eine Liste von Persönlichkeiten der Stadt Busan. Die Liste erhebt keinen Anspruch auf Vollständigkeit.

## Söhne und Töchter der Stadt
Folgende Persönlichkeiten sind in der Stadt geboren. Die Auflistung erfolgt chronologisch nach Geburtsjahr. Ob sie ihren späteren Wirkungskreis in Busan hatten oder nicht, ist dabei unerheblich.

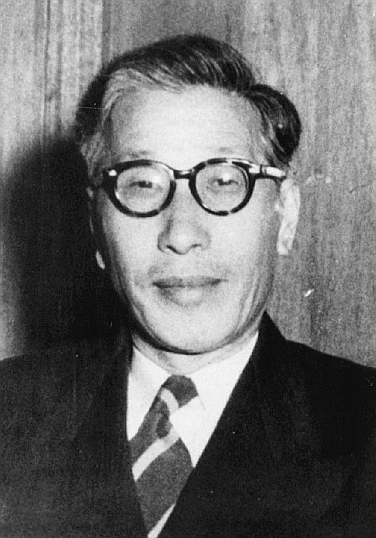
Huh Jung

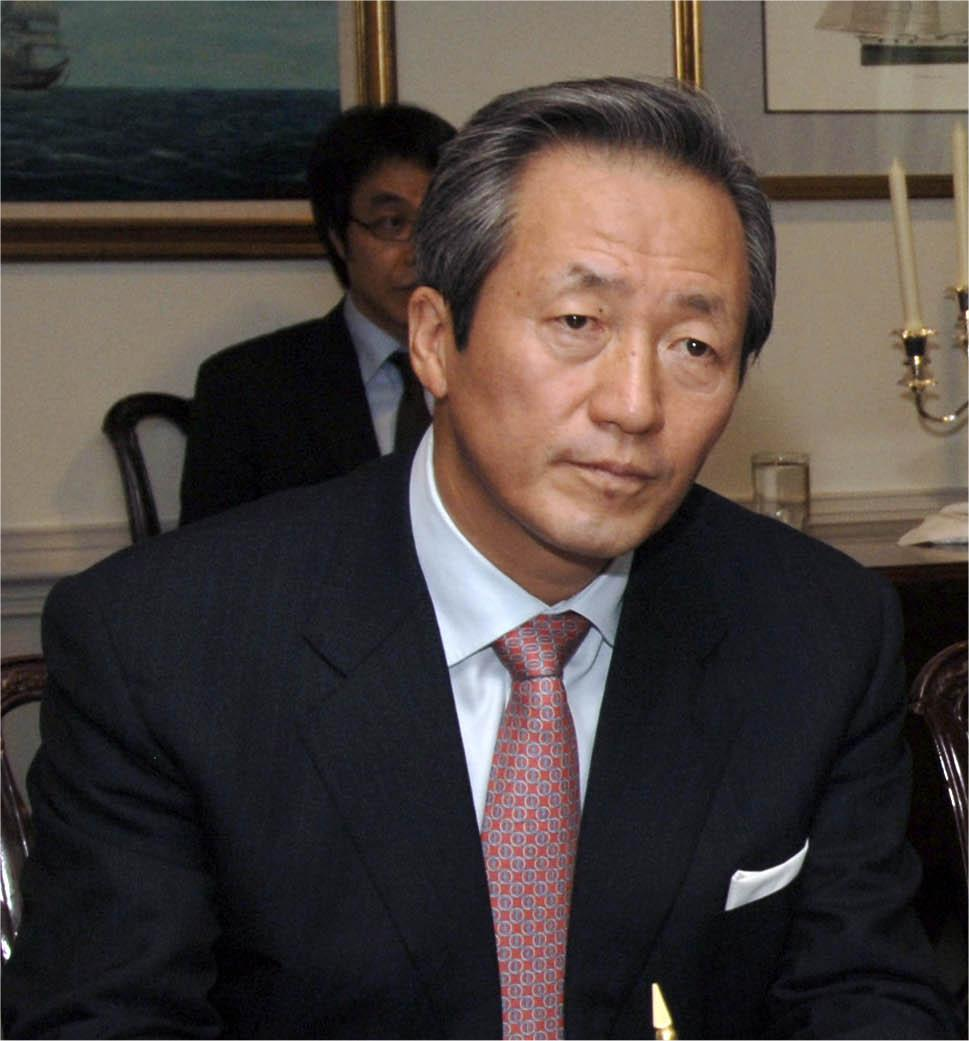
Chung Mong-joon

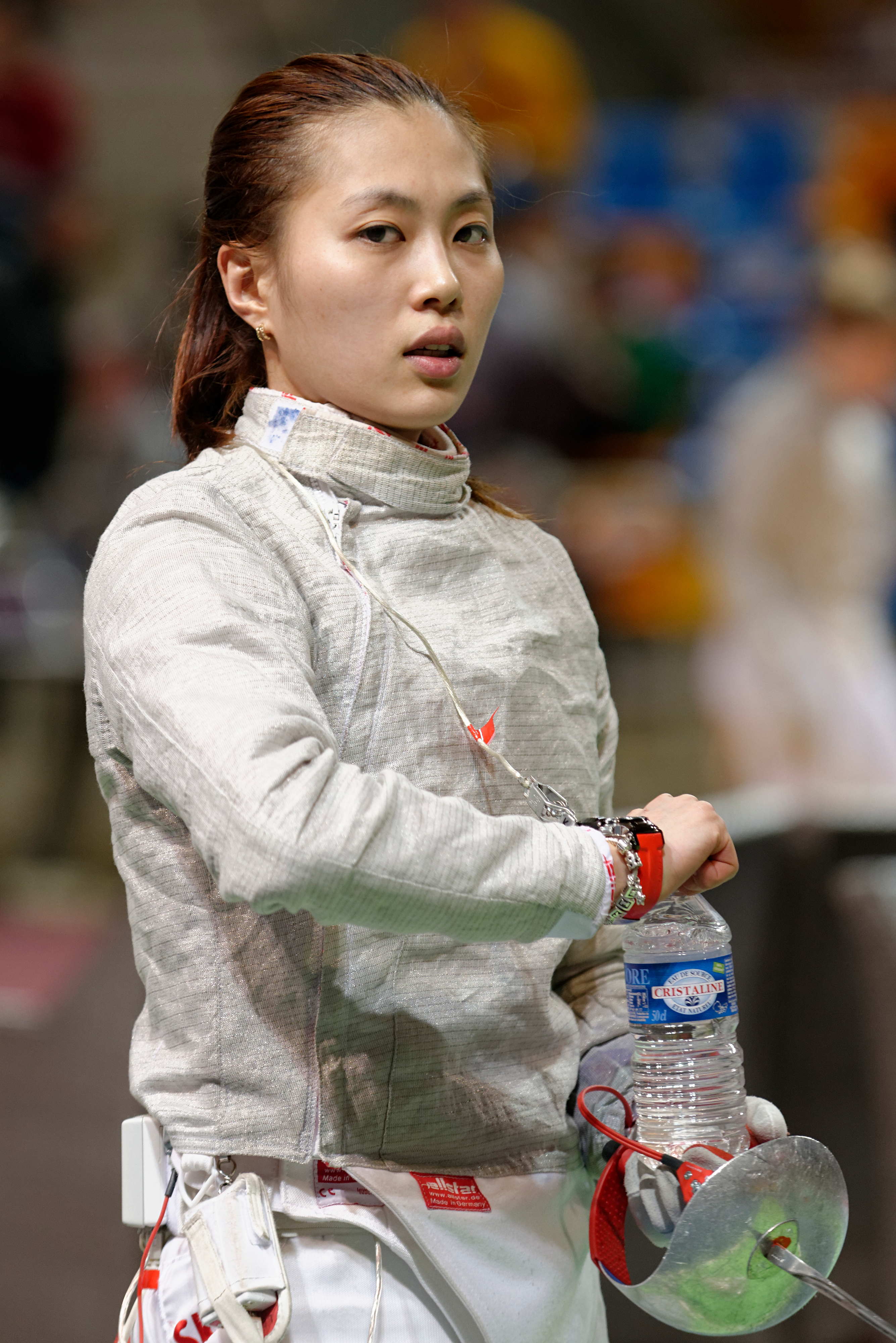
Kim Ji-yeon

- Kim Kyu-sik (1881–1950), koreanischer Politiker und Unabhängigkeitsaktivist; Vizepräsident der Provisorischen Regierung der Republik Korea
- Kim Du-bong (1886–zwischen 1957 und 1960?), nordkoreanischer Politiker
- Huh Jung (1896–1988), Unabhängigkeitsaktivist, Politiker sowie Präsident von Südkorea

### 20. Jahrhundert

#### 1901 bis 1950
- Charles Pedersen (1904–1989), US-amerikanischer Chemiker bei DuPont und Nobelpreisträger
- Halla Huhm (1922–1994), Tänzerin und Tanzpädagogin
- Yi Ok-seon (1927–2022), Aktivistin und Trostfrau
- Kwon Jae-hwa (* 1937), Taekwondo-Großmeister
- Kim Jong-hae (* 1941), Lyriker und Verleger
- Shin Boo-young (* 1944), Taekwondo-Sportler und -Trainer
- Ouhi Cha (* 1945), Malerin
- Kim Sin Yong (* 1945), Schriftsteller und Lyriker
- Yung-Han Kim (* 1946), Professor der Theologie und presbyterianischer Geistlicher
- Park Yŏng-han (1947–2006), Schriftsteller

#### 1951 bis 1960
- Theresa Hak Kyung Cha (1951–1982), koreanisch-US-amerikanische Autorin, sowie Installations- und Performancekünstlerin
- Chung Mong-joon (* 1951), Politiker und Fußballfunktionär
- Grace Yoon (* 1952), Regisseurin, Schauspielerin, Performance-Künstlerin, Autorin von Hörspielen und Radio-Features
- Kim Sung-jun (1953–1989), Boxer im Halbfliegengewicht
- Jong Chan (* 1953), Schriftsteller
- Yang Jung-mo (* 1953), Ringer
- Kim Sang-hyun (* 1955), Boxer im Halbweltergewicht
- Joseph Son Sam-seok (* 1955), römisch-katholischer Geistlicher, Bischof von Pusan
- Kim Hae-sook (* 1955), Schauspielerin
- Cho Chikun (* 1956), japanischer Go-Spieler
- Park Chan-hee (* 1957), Boxer im Fliegengewicht
- Kunsu Shim (* 1958), südkoreanisch-deutscher zeitgenössischer Komponist und Performance-Künstler
- Soo-Bong Kim (* 1960), Elementarteilchenphysiker

#### 1961 bis 1970
- Park Kwang Sung (* 1962), Künstler und Maler
- Ahn Cheol-soo (* 1962), Arzt, Softwareentwickler und Politiker
- Chang Jung-koo (* 1963), Boxer im Halbfliegengewicht
- Choi Jum-hwan (* 1963), Boxer im Halbfliegen- und Strohgewicht
- Seongju Oh (* 1964), Tenor, Komponist, Dirigent und Lyriker
- Kim Dong-won (* 1965), Perkussionist und Komponist
- Kim Sohyi (* 1965), Fernsehköchin, Autorin von Kochbüchern
- Park Gok-ji (* 1965), Filmeditorin
- Cho Sung-hyung (* 1966), deutsch-koreanische Filmregisseurin, Filmeditorin und Professorin
- Sejong Park (* 1966 oder 1967), Animator
- Kim Yoon-seok (* 1968), Schauspieler
- Daniel Dae Kim (* 1968), US-amerikanischer Schauspieler
- Pius Sin Hozol (* 1968), römisch-katholischer Geistlicher, Weihbischof in Pusan
- Nahamm Kim (* 1969), deutsch-südkoreanische evangelische Theologin
- Hyun Jung-hwa (* 1969), Tischtennisspielerin
- Kim Dong-sung (* 1970), Illustrator
- Kim Hye-soo (* 1970), Schauspielerin

#### 1971 bis 1980
- Mihamm Kim-Rauchholz (* 1971), deutsch-südkoreanische evangelische Theologin
- Kim Un-su (* 1972), Autor
- Lee Yeong-do (* 1972), Fantasy-Autor
- Kim Ŏn (* 1973), Lyriker
- Eun-Hwa Cho (* 1973), Musikerin, Komponistin und Hochschullehrerin
- Sung Shi-yeon (* 1975), Dirigentin
- Park Seong-cheol (* 1975), Fußballspieler und -trainer
- Ryu Ji-hae (* 1976), Tischtennisspielerin
- Cho Jin-woong (* 1976), Schauspieler
- Jang Hyuk (* 1976), Schauspieler
- Chae Jung-an (* 1977), Schauspielerin und Sängerin
- Heo Sung-tae (* 1977), Schauspieler
- Chung Jae-hee (* 1978), Badmintonspielerin
- Karen O (* 1978), US-amerikanische Sängerin und Musikerin
- Yeon Jung-hoon (* 1978), Schauspieler
- Song Chong-gug (* 1979), Fußballspieler
- Toby Dawson (* 1979), US-amerikanischer Freestyle-Skier
- Park Si-yeon (* 1979), Schauspielerin
- Gong Yoo (* 1979), Schauspieler
- Mona Solheim (* 1979), norwegische Taekwondoin
- Nina Solheim (* 1979), norwegische Taekwondoin

#### 1981 bis 1990
- Choi Im-jeong (* 1981), Handballspielerin
- Lee Hyo-jung (* 1981), Badmintonspielerin
- Gang Dong-won (* 1981), Schauspieler
- Yeonju Sarah Kim (* 1981), Kirchenmusikerin und Organistin
- Lee Joon Gi (* 1982), Schauspieler
- Jeong Yu-mi (* 1983), Schauspielerin
- Kim Yoo-jin (* 1983), Fußballspieler
- Heamin Choi (* 1984), Automobilrennfahrer
- Jeong Yu-mi (* 1984), Schauspielerin
- Soo Yeon Lee (* 1984), Tischtennisspielerin, Schauspielerin und Tischtennistrainerin
- Kim Chang-soo (* 1985), Fußballspieler
- Park Sun-young (* 1985), Badmintonspielerin
- Ahn Jae-hong (* 1986), Schauspieler
- Moon Sung-min (* 1986), Volleyballspieler
- Jung Eun-chae (* 1986), Schauspielerin
- Park Eun-sun (* 1986), Fußballspielerin
- Ha Jung-eun (* 1987), Badmintonspielerin
- Jung Hye-lim (* 1987), Hürdenläuferin
- Kim Ji-yeon (* 1988), Säbelfechterin und Olympiasiegerin
- Cho Jun-ho (* 1988), Judoka
- Dasol Kim (* 1989), Pianist
- Hyomin (* 1989), Sängerin und Schauspielerin
- Jun Jung-lin (* 1989), Bobfahrer
- Lee Mi-ye (* 1990), Schriftstellerin
- Im Su-hyang (* 1990), Schauspielerin

#### 1991 bis 2000
- Choi Ho-ju (* 1992), Fußballspieler
- Jin Min-sub (* 1992), Stabhochspringer
- Park Gyu-young (* 1993), Schauspielerin
- Nam Ji-sung (* 1993), Tennisspieler
- Yoon Ji-su (* 1993), Säbelfechterin
- Jeong Suk-young (* 1993), Tennisspieler
- Han Du-hyeon (* 1994), Stabhochspringer
- Hong Jeong-un (* 1994), Fußballspieler
- Park Jung-bin (* 1994), Fußballspieler
- Park Ju-hyun (* 1994), Schauspielerin
- Ma Se-geon (* 1994), Degenfechter
- Park Se-wan (* 1994), Schauspielerin
- Sulli (1994–2019), Sängerin und Schauspielerin
- Jang Su-jeong (* 1995), Tennisspielerin
- Park Jimin (* 1995), Sänger
- Mun Kyung-gun (* 1995), Fußballspieler
- Jeon Jungkook (* 1997), Sänger
- Kim Da-bin (* 1997), Tennisspieler
- Lee Dong-jun (* 1997), Fußballspieler
- Lee Suji (* 1998), Sängerin
- Kim Magnus (* 1998), koreanisch-norwegischer Skilangläufer
- Arin (* 1999), Sängerin, Schauspielerin und Model
- Shin Jin-seo (* 2000), Go-Spieler

### 21. Jahrhundert
- Kwon Hyeok-kyu (* 2001), Fußballspieler
- Yang Hyun-jun (* 2002), Fußballspieler

## Ehrenbürger
Seit 1966 erhielten insgesamt 270 Personen, 150 Koreaner und 120 ausländische Staatsbürger (Stand 2021) die Ehrenbürgerschaft der Stadt Busan.
- 1991: Yıldırım Akbulut (1935–2021), türkischer Politiker
- 1997: Charles Hard Townes (1915–2015), US-amerikanischer Physiker und Nobelpreisträger
- 2000: Shin Kyuk-ho (1921–2020), japanisch-südkoreanischer Unternehmer, Gründer und CEO von Lotte
- 2003: Chung Mong-gyu (* 1961), Unternehmer und Präsident der Korea Football Association
- 2003: Guus Hiddink (* 1946), niederländischer Fußballspieler und -trainer
- 2005: Ole von Beust (* 1955), deutscher Politiker[2]
- 2010: Abdullah Gül (* 1950), türkischer Politiker
- 2011: Wolf D. Prix (* 1942), österreichischer Architekt
- 2013: Tom Cruise (* 1962), US-amerikanischer Schauspieler und Filmproduzent
- 2013: Hamadoun Touré, malischer Journalist und Politiker, Präsident der Internationalen Fernmeldeunion (ITU)
- 2014: Houlin Zhao (* 1950), Generalsekretär der Internationalen Fernmeldeunion (ITU)
- 2015: Juan Orlando Hernández (* 1968), honduranischer Rechtsanwalt und Politiker
- 2019: Tri Rismaharini (* 1961), indonesische Politikerin